# Drapeau des Samoa américaines
Le drapeau des Samoa américaines, archipel du Pacifique, arbore les couleurs bleu, blanc et rouge des États-Unis dont il dépend.
Un aigle américain est représenté tenant dans ses serres l'uatogi, égide symbole du pouvoir des chefs samoans et le fue, bâton rituel qui représente la sagesse. Ainsi, l'Amérique protège les emblèmes traditionnels du pays.

## Histoire
Avant que les que les premiers occidentaux posent les pieds sur les îles au 18e siècles, les Samoans n'utilisaient aucun drapeau.
Le premier drapeau est utilisé au cours des années 1800, bien que l'on ne sache pas lequel a flotté en raison d'une documentation partielle. L'île a été disputée par l'Allemagne, le Royaume-Uni et les États-Unis au tournant du siècle; les trois pays ont résolu le différend en divisant les Samoa pendant la Convention tripartite en 1899,. Avec l'accord des grands chefs de l'île de Tutuila, les États-Unis prennent le contrôle de l'extrême est des Samoa le 17 avril 1900, et hissent leur drapeau le jour même, Il devient l'unique drapeau officiel des Samoa américaines jusqu'en 1960.
Au milieu du 20e siècle, les Samoans commencent à prendre un rôle plus actif dans la politique locale. Par conséquent, les délibérations ont commencé pour un nouveau drapeau territorial et les Samoans ont été invités à proposer des idées. Les dirigeants du gouvernement local et l'US Army Institute of Heraldy ont conçu le drapeau tout en y incorporant ces idées. Le drapeau a été officiellement adopté le 17 avril 1960, soixante ans jour pour jour après que les États-Unis ont hissé leur drapeau sur les Samoa.
L'année précédente, le concept du drapeau a été retenu lors d'une compétition à la Samoana High School, réalisé par un lycéen du nom de Fareti Sotoa. Le projet a été envoyé à l'US Army Institute of Heraldy.
Une copie du drapeau, qui a été amené sur la lune par des astronautes lors de quatre missions Apollo de 1969 à 1971, est exposée au  Jean P. Haydon Museum  à Pago Pago.